# RP-1
RP-1 е американското обозначение за специално рафиниран керосин, който се използва като гориво за ракетни двигатели. Съкращение е от Rocket Propellant-1, или Refined Petroleum-1.
Дава по-нисък специфичен импулс от течния водород, но е много по-практичен. По-евтин е, при стайна температура е течен, опасността от пожар или експлозия е по-ниска, и е много по-плътен (изисква по-малки резервоари за съхранение). (Хидразиновите горива също имат тези предимства, но RP-1 е несравнимо по-малко токсичен и канцерогенен от тях.)

## История
По време на Втората световна война и в първите години след нея, най-често използваното гориво в големите течногоривни ракети е етиловият алкохол. Основното му предимство е високата топлина на кипене, което го прави подходящ охладител за двигатели с регенеративно охлаждане. (Освен това обикновено етиловият алкохол съдържа няколко процента вода, чиято топлина на кипене е още по-висока.) С времето е оценено, че въглеводородните горива ще увеличат ефективността на двигателя заради по-високата си плътност и липсата на кислороден атом в молекулата им. Оказало се обаче трудно да се подбере въглеводород, който да е и подходящ охладител.
Немалко ранни ракети са използвали керосин. С увеличаването на времето на работа на двигателите, работната им температура и на налягането в горивната камера и с намаляването на масата им, охлаждането е станало невъзможно. Обикновеният керосин, използван като охладител, е дисоциирал и полимеризирал. Леките продукти са образували газови мехурчета, а тежките – наслоявания. Двете заедно са водели до запушване на охладителните канали, което е водело до загряване на двигателя и усилване на разпадането на керосина, и в крайна сметка до повреди на двигателя. Дори ако всичкият керосин, постъпващ в двигателя, се използва за охладител, това се е оказвало недостатъчно. В крайна сметка се е наложило горивните химици да се опитат да синтезират въглеводород, устойчив на топлина.

## Състав и получаване
Силно ограничено е съдържанието на серни съединения. (Всички изкопаеми горива съдържат известно количество сяра.) Сярата и съединенията ѝ разяждат метала при високи температури, и дори в ниски концентрации подпомагат полимеризацията.
Алкените и ароматните съединения също са силно ограничени. Тъй като са ненаситени, те лесно полимеризират не само при високи температури, но дори при по-дълго съхранение. По времето на създаването на RP-1 се е предвиждало захранваните с него ракети да бъдат съхранявани с години. След това в употреба са навлезли твърдогоривни ракети, но високотемпературните предимства на наситените въглеводороди не са изчезнали. Ниското ниво на алкени и ароматни съединения прави RP-1 по-малко токсичен от повечето самолетни и дизелови горива, и доста по-малко токсичен от бензина.
Селектирани или синтезирани са най-подходящите изомери. Линейните алкани са премахнати, предпочитат се високоразклонени или циклични молекули. Това увеличава устойчивостта на горивото на гемпературно разпадане, точно както увеличава октановото му число в бутални двигатели. (Другите основни приложения на керосина – като самолетно гориво, за отопление и за осветление – са по-малко зависими от температурната му устойчивост.) Най-подходящите изомери са полициклици, подобни на ладераните.
Обработката на фракциите се контролира строго, за да се избягнат замърсяванията и страничните фракции. Твърдите частици са нежелателни, тъй като могат да блокират по-тесните горивни канали, и износват клапите и турбопомпите (чиито лагери се смазват от горивото). Малко по-леките или по-тежки фракции променят смазочните качества, а е възможно да се отделят при дълъг престой или при гравитационно натоварване. В крайна сметка биват запазвани въглеводороди с 12 или близък брой въглеродни атома. Заради липсата на леки фракции RP-1 има висока температура на запалване и е по-малко пожароопасен от бензина, петрола и дори някои самолетни горива и видове керосин.
Крайният продукт е значително по-скъп от обикновения керосин. На теория с достатъчно обработка от всеки петрол може да се получи RP-1. На практика той се прави от висококачествен петрол, добиван от малък брой старателно подбрани петролни полета. Това, и сравнително по-малкото му използване от това на повечето други въглеводородни горива, определя високата му цена.
Съветските и руски керосинови горива за ракети са много близки до RP-1. Биват обозначавани като Т-1 и РГ-1. По-плътни са, 0,82 до 0,85 г/мл, при 0,81 за RP-1. В СССР е използвано дори по-плътно гориво, чрез свръхохлаждане на резервоарите, но това частично премахва предимството на керосина пред криогенните горива. При „Союз“ и други ракети, базирани на Р-7, неудобството заради свръхохлаждането е минимално. Ракетите използват течен кислород и течен азот – така или иначе има съоръжения за нискотемпературна поддръжка. Керосиновият резервоар в ракетата носител е разположен централно, и е ограден отгоре и отстрани от резервоари с течен кислород; отдолу до него е резервоарът за течен азот. След като керосинът е охладен начално, той остава достатъчно студен за сравнително краткото време за подготовка за изстрелване.

## Предимства и недостатъци
От химическа гледна точка въглеводородните пропеланти са по-нискоефективно гориво от водорода. Водородът е най-леката молекула. При изгаряне с кислород се получава H2O, която има ниско молекулно тегло и по тази причина висока скорост на реактивната струя. Освен това водородните двигатели обикновено работят с излишък на гориво, така че част от изходния газ е H2, който е още по-лек. Въглеводородите обаче при горене дават H2O и CO2. CO2 е над два и половина пъти по-тежък, което забавя реактивната струя. Също така той може да абсорбира значителна част от енергията на изгаряне като генерира осцилационни състояния между атомите (по-тежките кислородни атоми в CO2 абсорбират много повече енергия от леките водородни атоми в H2O). Иначе тази енергия би се превърнала в скорост на молекулите, тоест в реактивна енергия.
Въглеводородните двигатели също работят с излишък на гориво, така че част от изходните газове е CO вместо CO2. Непълното изгаряне обаче произвежда също някои високомолекулни съединения с множествени осцилационни състояния. В крайна сметка керосиновите двигатели генерират относителен импулс между 270 и 360 секунди, докато при водородните той обикновено е между 370 и 465 секунди.
При изключване на двигателя потокът на горивото рязко прекъсва, докато двигателят все още е нажежен. Останалото в тръбопроводите и в охладителните канали гориво може да полимеризира или дори карбонизира на по-горещи места, или в по-горещи компоненти. По-тежките горива също така могат да отложат петролна утайка, каквато може да бъде видяна в дълго използвани и непочиствани бензинови или дизелови резервоари. Времето на работа на ракетните двигатели е минути или дори секунди, което обикновено не е достатъчно за формирането на сериозна утайка. Те обаче са много по-чувствителни на утайки от повечето други съоръжения. По тази причина керосиновите ракетни двигатели по-често се повреждат и имат нужда от повече поддръжка и профилактика, което оскъпява употребата им. Този проблем е налице не само при двигателите за многократно използване, но дори при еднократните, тъй като всеки двигател се изпробва по няколко пъти преди монтиране за изстрелване. Дори студените проби, при които пропелантите не биват запалвани, могат да оставят утайки.
Плюс на керосина обаче е способността му при камерни налягания под 6900 kPa (около 7000 атмосфери) да отлага сажди по вътрешната повърхност на камерата и соплото на двигателя. Те образуват изолиращ слой, който може да намали до двукратно нагряването на двигателя.
Съвременните ракетни двигатели, работещи с тежки въглеводороди, имат модифицирани компоненти и цикли на работа, за да се справят по-добре с остатъчното гориво, да постигат по-постепенно охлаждане, или и двете. Проблемът с тежките утайки обаче остава. Други двигатели избягват проблема принципно, като работят с леки въглеводороди – метан или пропан. И двата са леки газове, така че възможните отложения просто се изпаряват. Ако е необходимо, двигателят може да бъде промит допълнително с разтворители. Също късата триатомна въглеродна верига на пропана трудно се разпада, а метанът изобщо няма верига. Дори възможните разпадни продукти и на двата са също газове, което улеснява прочистването и затруднява полимеризирането и създаването на отложения. Метанът и в по-малка степен пропанът обаче връщат практическите затруднения, които са наложили използването на керосин.
Ниското парно налягане на керосина прави работата с него по-безопасна за техническите екипи. По време на полет обаче керосиновият резервоар изисква създаване на допълнително налягане, което да замества източеното гориво. Това обикновено налага отделен резервоар с втечнен или силно сгъстен газ, например азот или хелий. Това оскъпява и утежнява ракетата. Криогенните и лесно изпаряващите се пропеланти нямат нужда от допълнително налягане: вместо това част от пропеланта бива изпаряван (обикновено чрез топлината от двигателя) до лек газ, който бива връщан в резервоара. Най-лесно изпаряващите се пропеланти дори нямат нужда от такава система: част от течността сама се изпарява и запълва обема. Някои ракети използват газ от газгенератор за запълване на обема; обикновено това е изходящият газ от турбопомпата. Тази схема спестява теглото на отделен генератор, но създава неудобството от работата с нажежен изгорял газ вместо студен инертен.
Извън химическите си ограничения, RP-1 има и ограничения в снабдяването. Бизнесът с ракети носители консумира много по-малко горива, отколкото другите отрасли на икономиката, които потребяват обикновени видове гориво. Цената на високорафинирания керосин все още е по-ниска от тази на много други пропеланти, но броят на производителите на RP-1 е малък. Някои двигатели правят опити да използват по-стандартни и разпространени горива, като самолетно гориво или дори дизел. Чрез алтернативно или допълнително охлаждане на двигателя някои от тях се справят с по-нискокачествените горива.
Всяко въглеводородно гориво произвежда при изгарянето си повече замърсяване, отколкото водородното. Горенето на въглеводороди произвежда въглероден двуокис (парников газ), токсичен въглероден окис, известни количества въглеводородни емисии и азотни окиси, докато ракетните двигатели на водород отделят само вода и малко неизгорял водород.

## Горива, подобни на RP-1
Първите ракети на Робърт Годард използват бензин.
Джон Д. Кларк споменава в „Запалване!“, че докато спецификацията на RP-1 още е била в процес на разработка, „Рокетдайн“ са експериментирали с диетилциклохексан. Предимствата му пред RP-1 обаче били твърде малко и той бил изоставен. В добавка, военните (НАСА тогава още не е съществувала) предпочитали RP-1, понеже той се произвеждал в същите рафинерии както самолетните горива.
В СССР за кратко време в горните степени на ракети е бил използван като високоенергийно гориво 1-метил 1,2-дициклопропил циклопропан, под кодовото наименование „синтин“.
Освен стандарта RP-1 е създаден и RP-2. Основната разлика е още по-ниското съдържание на сяра. Тъй като за повечето цели обаче RP-1 е достатъчно добър, RP-2 на практика не се използва.
Има непотвърдени данни, че някои групи са използвали експериментално терпентинови горива.
Немската група Orbital Transport und Raketen AG е изстрелвала ракети и с по-обикновени горива; поне една от тях е работела с дизелово гориво. Никоя от ракетите им обаче не е достигнала орбита. По-късната и отчасти подобна ракета „Скорпиъс“ е използвала самолетно гориво, отново без да достигне орбита.

## Употреба
Използва се в голям брой американски, съветски и руски ракетни двигатели – F-1, H-1, РД-170 и т.н. Обикновено в комбинация с него като окислител се използва течен кислород.